# Bắn súng tại Đại hội Thể thao Đông Nam Á 1987

Bắn súng tại Đại hội Thể thao Đông Nam Á năm 1987 được tổ chức tại Senayan Sports Complex, Jakarta, Indonesia, từ ngày 10 đến 17 tháng 9 năm 1987. Các vận động viên từ nhiều quốc gia trong khu vực Đông Nam Á tranh tài ở nhiều nội dung dành cho cả nam và nữ, bao gồm súng trường, súng ngắn và súng ngắn thể thao.
Kì đại hội này số nội dung của môn bắn súng được mở rộng lên 32 nội dung, trong đó 22 nội dung của nam và 10 nội dung của nữ. Đoàn Thái Lan tiếp tục thể hiện thế mạnh thống tri của mình ở môn bắn súng khi đem về 20 tấm huy chương vàng, chủ nhà Indonesia xếp thứ hia với 7 huy chương vàng.

## Bảng huy chương
| Hạng               | Đoàn               | Vàng | Bạc | Đồng | Tổng số |
| ------------------ | ------------------ | ---- | --- | ---- | ------- |
| 1                  | Thái Lan (THA)     | 20   | 5   | 1    | 26      |
| 2                  | Indonesia (INA)    | 7    | 14  | 3    | 24      |
| 3                  | Philippines (PHI)  | 4    | 4   | 14   | 22      |
| 4                  | Malaysia (MAS)     | 1    | 5   | 8    | 14      |
| 5                  | Singapore (SIN)    | 0    | 4   | 5    | 9       |
| 6                  | Myanmar (MYA)      | 0    | 0   | 1    | 1       |
| Tổng số (6 đơn vị) | Tổng số (6 đơn vị) | 32   | 32  | 32   | 96      |

## Tóm tắt kết quả

### Nam
| Nội dung                                   | Vàng                    | Vàng            | Bạc                     | Bạc   | Đồng                    | Đồng  |
| ------------------------------------------ | ----------------------- | --------------- | ----------------------- | ----- | ----------------------- | ----- |
| Súng trường hơi cá nhân                    | Manop Leeprasansakul    | 570 pts         | Andi Hedrata            | 568   | Ernesto Roldan          | 567   |
| Súng trường hơi đồng đội                   | Thái Lan                | 1.704 pts       | Indonesia               | 1.703 | Philippines             | 1.680 |
|                                            |                         |                 |                         |       |                         |       |
| Súng ngắn hơi cá nhân                      | Alfian Sitompul         | 570 pts         | Chia Hock San           | 568   | Bo Shoo                 | 567   |
| Súng ngắn hơi 25 mét đồng đội              | Thái Lan                | 1.693 pts       | Indonesia               | 1.692 | Malaysia                | 1.659 |
|                                            |                         |                 |                         |       |                         |       |
| Súng trường tự do 50 mét cá nhân           | Thanin Thaisilpa        | 1.130 pts       | Julius Valdez           | 1.124 | Jasni Shaari            | 1.121 |
| Súng trường tự do 50 mét đồng đội          | Philippines             | 3.349 pts       | Thái Lan                | 3.335 | Malaysia                | 3.290 |
|                                            |                         |                 |                         |       |                         |       |
| Súng trường nhỏ tự do cá nhân              | Julius Valdez           | 583 pts         | Abdul Rahman Mejar      | 581   | Chira Prabandhayodhin   | 580   |
| Súng trường nhỏ tự do đồng đội             | Philippines             | 1.739 pts       | Thái Lan                | 1.736 | Indonesia               | 1.729 |
|                                            |                         |                 |                         |       |                         |       |
| Bắn mục tiêu đất sét cá nhân               | Gilbert Sumendap        | 210 pts         | Peter Lim               | 208   | Tan Been Huat           | 205   |
|                                            |                         |                 |                         |       |                         |       |
| Súng ngắn tự do cá nhân                    | Tawid Chinbunchorn      | 539 pts         | Boy Riswanto            | 539   | Sabiahmad Abdullah Ahad | 535   |
| Súng ngắn tự do đồng đội                   | Indonesia               | 1.593 pts       | Thái Lan                | 1.583 | Malaysia*               | 1.550 |
|                                            |                         |                 |                         |       |                         |       |
| Súng ngắn bắn nhanh cá nhân                | Sabiahmad Abdullah Ahad | 585 pts         | Nathaniel Padilla       | 581   | B. Vutiphagdee          | 578   |
| Súng ngắn bắn nhanh đồng đội               | Thái Lan                | 1.727 pts       | Malaysia                | 1.705 | Indonesia               | 1.698 |
|                                            |                         |                 |                         |       |                         |       |
| Súng ngắn tiêu chuẩn (25 viên) cá nhân     | Opas Ruengpanyawut      | 566 pts (rec)   | Sabiahmad Abdullah Ahad | 557   | Suharyono Wisnu         | 551   |
| Súng ngắn tiêu chuẩn (25 viên) đồng đội    | Thái Lan                | 1.676 pts (rec) | Indonesia               | 1.638 | Malaysia                | 1.609 |
|                                            |                         |                 |                         |       |                         |       |
| Súng ngắn tiêu chuẩn (60 viên) cá nhân     | Opas Ruengpanyawut      | 566 pts (rec)   | Sabiahmad Abdullah Ahad | 557   | Nathaniel Padilla       | 551   |
| Súng ngắn tiêu chuẩn (60 viên) đồng đội    | Thái Lan                | 1.676 pts       | Indonesia               | 1.638 | Philippines             | 1.014 |
|                                            |                         |                 |                         |       |                         |       |
| Running bear                               | Budi Winoto             | 500 pts         | Tan Been Huat           | 446   | Jaime Gracio            | 439   |
|                                            |                         |                 |                         |       |                         |       |
| Mixed runs                                 | Tjilik Sandiwijaya      | 335 pts         | Jaime Gracio            | 297   | Gan Teck Lee            | 290   |
| Team mixed runs                            | Indonesia               | 972 pts         | Philippines             | 737   | Singapore               | 719   |
|                                            |                         |                 |                         |       |                         |       |
| Súng ngắn bắn nhanh cá nhân                | Nathaniel Padilla       | 580 pts         | Kweek See Siong         | 569   | Lam Wah Kiong           | 560   |
| Súng ngắn bắn nhanh đồng đội               | Thái Lan                | 1.730 pts       | Philippines             | 1.719 | Malaysia                | 1.706 |
|                                            |                         |                 |                         |       |                         |       |
| Bắn đĩa bay kiểu Skeet cá nhân (150 viên)  | Somchai Chanatavanich   | 214 pts         | Vincent Theo            | 209   | Tang Kee Kong           | 204   |
| Bắn đĩa bay kiểu Skeet đồng đội (150 viên) | Malaysia                | 402 pts         | Thái Lan                | 396   | Singapore               | 388   |
|                                            |                         |                 |                         |       |                         |       |
| Bắn đĩa bay kiểu Trap đồng đội             | Singapore               | 404             | Malaysia                | 397   | Indonesia               | 393   |

### Nữ
| Nội dung                       | Vàng                    | Vàng      | Bạc               | Bạc   | Đồng                   | Đồng  |
| ------------------------------ | ----------------------- | --------- | ----------------- | ----- | ---------------------- | ----- |
| Súng trường hơi cá nhân        | Thiranun Jinda          | 386 pts   | Sylvia Gani       | 381   | Marilu Samaco          | 376   |
| Súng trường hơi đồng đội       | Thái Lan                | 1.118     | Indonesia         | 1.115 | Philippines            | 1.096 |
|                                |                         |           |                   |       |                        |       |
| Súng ngắn hơi cá nhân          | Promthida Chakshuraksha | 381 pts   | Khatijah Surattee | 375   | Selvyana Adrian Sofyan | 372   |
| Súng ngắn hơi đồng đội         | Thái Lan                | 1.123 pts | Indonesia         | 1.105 | Philippines Malaysia   |       |
|                                |                         |           |                   |       |                        |       |
| Súng ngắn thể thao cá nhân     | Lely Sampoerno          | 579 pts   | Rumfai Yamfang    | 575   | Mimi De Castro         | 556   |
| Súng ngắn thể thao đồng đội    | Thái Lan                | 1.714 pts | Indonesia         | 1.712 | Philippines            | 1.667 |
|                                |                         |           |                   |       |                        |       |
| Súng trường nhỏ tự do cá nhân  | Thiranun Jinda          | 579 pts   | Sri Suharti       | 578   | Gemma Javison          | 573   |
| Súng trường nhỏ tự do đồng đội | Thái Lan                | 1.735 pts | Indonesia         | 1.712 | Philippines            | 1.704 |
| Súng trường ba tư thế cá nhân  | Kanokwan Krittakom      | 562 pts   | Susi Supardi      | 557   | Marilu Samaco          | 546   |
| Súng trường ba tư thế đồng đội | Thái Lan                | 1.672 pts | Indonesia         | 1.616 | Philippines            | 1.607 |